# Dalton (New Hampshire)
Dalton è un comune degli Stati Uniti d'America facente parte della contea di Coos nello stato del New Hampshire.